# 22 Jump Street
|  | Per a altres significats, vegeu «Jump Street». |

22 Jump Street és una pel·lícula nord-americana d'acció i de comèdia del 2014 dirigida per Phil Lord i Christopher Miller, escrita per Jonah Hill, Michael Bacall, Oren Uziel i Rodney Rothman i produïda i protagonitzada per Jonah Hill i Channing Tatum. És la seqüela de 21 Jump Street, pel·lícula basada en la sèrie de televisió 21 Jump Street. S'està preparant la tercera pel·lícula 23 Jump Street d'aquesta saga. Ha estat subtitulada al català.

## Repartiment
A continuació es mostra el repartiment de la pel·lícula:
- Jonah Hill és Morton Schmidt.
- Channing Tatum és Greg Jenko.
- Peter Stormare[6][7] és Fantasma.
- Ice Cube és Capità Dickson.
- Amber Stevens West[8] és Maya Dickson.
- Wyatt Russell[1] és Zook.
- Jillian Bell[9] és Mercedes.
- Jimmy Tatro és Rooster.
- Craig Roberts és Spencer.
- Nick Offerman és Cap adjunt Hardy.
- Dave Franco és Eric Molson (no acreditat).
- Rob Riggle és Sr. Walters (no acreditat).
- Marc Evan Jackson és Dr. Murphy.[10]
- Kenny i Keith Lucas són Kenny i Keith Yang.
- Queen Latifah és Sra. Dickson (no acreditada).
- Diplo és ell mateix.
- Dustin Nguyen és Jesús vietnamita.
- Richard Grieco és Dennis Booker.
- H. Jon Benjamin és Entrenador de futbol de MCS (no acreditat).[11]
- Patton Oswalt és MC Professor d'Història de l'Estat (no acreditat).
- Bill Hader és de l'Escola gastronòmica Villain (no acreditat).
- Anna Faris és Anna (no acreditat).[12]
- Seth Rogen és el doble de Morton Schmidt (no acreditat).[12]